# Kilvo
Kilvo is een dorp binnen de Zweedse gemeente Gällivare. Het ligt aan de weg tussen Gällivare en Nattavaara By in een moerasgebied. Het dorp was eerst een Saami-nederzetting (voor het eerst genoemd in 1727) onder de naam Pullti. Van 1922 tot 1932 had Kilvo zelfs een school met 14 leerlingen, die later verhuisd is naar Purnu, weer later naar Nattavaara By.
Aan de Ertsspoorlijn is een via de weg onbereikbare rangeergelegenheid (code Klv) zonder station dat verwijst naar dit dorp, de afstand tot het dorp is zo'n 5 km.
Kilvokielinen is eveneens een Zweeds dorp maar ligt 40 km naar het noorden.
- Kilvo aan de spoorlijn

Äijävaara · Alapää · Alavaara · Allavaara · Arro · Avvakko · Björkberget · Bönträsk · Dokkas · Fjällnäs · Flakaberg · Gällivare · Granhult · Grenselet · Grodberget · Hakkas · Härkmyran · Hornberg · Joentaus · Jutsavare · Kaalasluspa · Kääntöjärvi · Kaartijärvi · Kaartirova · Kaitum · Kattån · Keskijärvi · Killingi · Kilvo · Kilvokielinen · Koskivaara (Nattavaara) · Koskivaara (Skröven) · Koskullskulle · Kuolpa · Leipojärvi · Liikavaara · Lillsaivis · Linaälv · Malmberget · Mäntyvaara · Mårdudden · Markitta · Mettä Dokkas · Moskojärvi · Mukkavaara · Muorjevaara · Nattavaara · Nattavaara By · Neitiskaite · Neitisuanto · Nilivaara · Njarka · Norsivaara · Pahtopalo · Pålkem · Palo · Palohuornas · Pauki · Polcirkeln · Puoltikasvaara · Purnu · Purnuvaara · Raatukkavaara · Rantavaara · Ripats · Ruutti · Saanio · Sadjem · Saivorova · Sakajärvi · Sammakko-Lillberget · Sangervaara · Särkivaara · Sarvisvaara · Satter · Sjisjka · Skaulo · Skröven · Solberget · Soutujärvi · Storberget · Storsaivis · Stråberget · Suorvanen · Tidnokenttä · Tjautjas · Torasjärvi · Torrivaara · Ullatti · Urtimjaur · Vähävaara · Valtio · Vassaraträsket · Vettasjärvi · Vuottas · Yrttivaara